# Liz Baylis
Liz Baylis (1963) es una deportista estadounidense que compitió en vela en la modalidad de match race. Ganó dos medallas en el Campeonato Mundial de Match Race Femenino, oro en 2002 y plata en 2008.

## Palmarés internacional
| Campeonato Mundial | Campeonato Mundial       | Campeonato Mundial | Campeonato Mundial |
| Año                | Lugar                    | Medalla            | Clase              |
| ------------------ | ------------------------ | ------------------ | ------------------ |
| 2002               | Calpe (España)           | Medalla de oro     | Match race         |
| 2008               | Auckland (Nueva Zelanda) | Medalla de plata   | Match race         |